# Clavicvla
Clavicvla (lateinisch clāvicula: Schlüssel) ist ein 2014 gegründetes Solo-Musikprojekt dessen Musik überwiegend dem Post-Industrial-Substilen Dark Ambient und Death Industrial zugerechnet wird.

## Konzept
Der italienische Musiker „Ittiel“ initiierte Clavicvla 2014 als Black-Metal-Projekt. Der Bandname ist eine Anspielung auf das Grimoire „Clavicula Salomonis“, verweist aber ebenso auf das Selbstverständnis „Ittels“, der Clavicvla „als Schlüssel oder Tor“ für das Erlangen und Wirken „akausalen Dimensionen“.

„Since I started the project everything fell where it was supposed to go, as I’m not considering myself as an ‘artist’ but rather as a tool that acausal forces act through.“

„Seit ich mit dem Projekt begonnen habe, ist alles so gekommen, wie es sollte, ich betrachte mich nicht als ‘Künstler’, sondern eher als ein Werkzeug, durch das akausale Kräfte wirken.“

Dem anfänglichen Wunsch Menschen mit der Musik zu beeinflussen wich jener nach einer Selbstauflösung in der Musik. Vor diesem Hintergrund änderte „Ittiel“ den Stil des Projektes hin zu elektronischer Musik, da diese ihm bessere Möglichkeiten bot eine angestrebte „dunkle Ausstrahlung“ zu verwirklichen. Dabei blieb der Black Metal und der damit verbundene Satanismus, für „Ittiel“ in einer Variante eines negativen mitunter anitkosmischen Akosmismus, Teil des musikalischen Konzeptes. Die Musik solle seiner moralischen, spirituellen, körperlichen und menschlichen Auflösung dienen. Clavicvla wurde demnach „als rituelles Gefäß geformt, um ‚Ittiels‘ physische Existenz selbst aufzulösen und von der körperlichen Welt in das reine Grauen und die Leere zu überführen.“ Die Musik diene direkt dazu „sein körperliches Selbst zu demontieren und zu vernichten, um zu versuchen, die absolute Leere zu umarmen und mit ihr eins zu werden und die Endlosschleife von Leben und Tod zu durchbrechen, indem er stattdessen die Existenz in sinnloses Chaos und Entropie entgleisen lässt.“

## Geschichte
Das 2014 gegründete Projekt veröffentlichte anfangs ohne unterstützendes Label Musikdownloads über Bandcamp. Mit der Aufnahme des Stücks Invertio Transfiguratio änderte „Ittel“ die musikalische Ausrichtung und erlangte eine höhere Produktivität im eigenen Schaffen. Nachdem „Ittel“ das Album Sermons veröffentlicht hatte, trat Sentient Ruin Laboratories an das Projekt heran und bot eine physische Veröffentlichung an. Über Sentient Ruin Laboratories erschien Sermon 2018 und Sepulchral Blessing ein Jahr darauf. Das dritte Studioalbum erschien 2022 kooperativ über Cyclic Law und Sentient Ruin Laboratories.

## Rezeption
Alle Alben erfuhren international lobende Rezeption, dabei sei Clavicvla „definitiv nicht für jederman“ geeignet. Die Musik überschreite konventionelle Grenzen und sei „eine eigene kathartische und einzigartige Erfahrung, ohne das Stigma der persönlichen oder sozialen Medienpräsenz.“
Schon Sermon wurde als „sehr gut klingende Mischung aus Dark Ambient und Death Industrial“ gelobt, die „ein Fan dieser Musikrichtungen“ „unbedingt anhören“ sollte. Auch Sepulchral Blessing wurde als „angenehm unerfreuliches Erlebnis finsterer Finsternis und die perfekte Hintergrundbeschallung für ein erstes Date“ beurteilt. Degeneracy of the Fifth Density erweise sich als „fantastische, viszerale und traumatisierende Reise durch die Höllenlandschaften und verbotenen Orte“. Und dennoch berge die Musik nicht allein „erstickende Dunkelheit, körperliche und geistige Befreiung, Perversionen und was auch immer sonst noch,“ sondern ebenso „eine eigentümliche Schönheit“.

## Stil
Abseits der EP Arsonists Prophets, die dem Black Metal zugeordnet wird, spielt Clavicvla Musik in den Post-Industrial-Substilen Dark Ambient und Death Industrial. Selbst bezeichnet „Ittiel“ die Musik seines Projektes als „Black Ambient“.

„Drückende Soundwellen, niederschmetterne Monotonie, das Fehlen einer nachvollziehbaren Struktur. Der Klangkosmos, den Mastermind Ittiel erschafft ist kein Unbekannter. Und auch all die Zusatzzutaten, die eingebaut werden, erkennen Freunde zermürbender Klangbrocken wieder: Oszilierende Druckwellen, Klimpern, Rasseln, metallisches Schleifen, selten etwas deutlichere Keyboardklänge und stark verzerrte Vocals, die man nur knapp als solche erkannt werden können.“

## Diskografie
- 2017: Arsonists Prophets (Musikdownload-EP, Selbstverlag)
- 2018: Sermons (Album, Sentient Ruin Laboratories)
- 2019: Sepulchral Blessing (Album, Sentient Ruin Laboratories)
- 2022: Degeneracy of the Fifth Density (Album, Cyclic Law/Sentient Ruin Laboratories)